# Szenegáli kaméleon
A szenegáli kaméleon (Chamaeleo senegalensis) a hüllők (Reptilia) osztályának pikkelyes hüllők (Squamata) rendjébe, ezen belül a kaméleonfélék (Chamaeleonidae) családjába tartozó faj.
A Közép- és Kelet-Afrikában élö Chamaeleo laevigatust, korábban a szenegáli kaméleon alfajának tekintették.

## Előfordulása
A szenegáli kaméleon előfordulási területe Nyugat-Afrikában, valamint Közép-Afrika nyugati részén van. A következő országokban található meg: Benin, Bissau-Guinea, Burkina Faso, Elefántcsontpart, Gambia, Ghána, Guinea, Kamerun, Mali, Niger, Nigéria, Szenegál és Togo.

## Életmódja

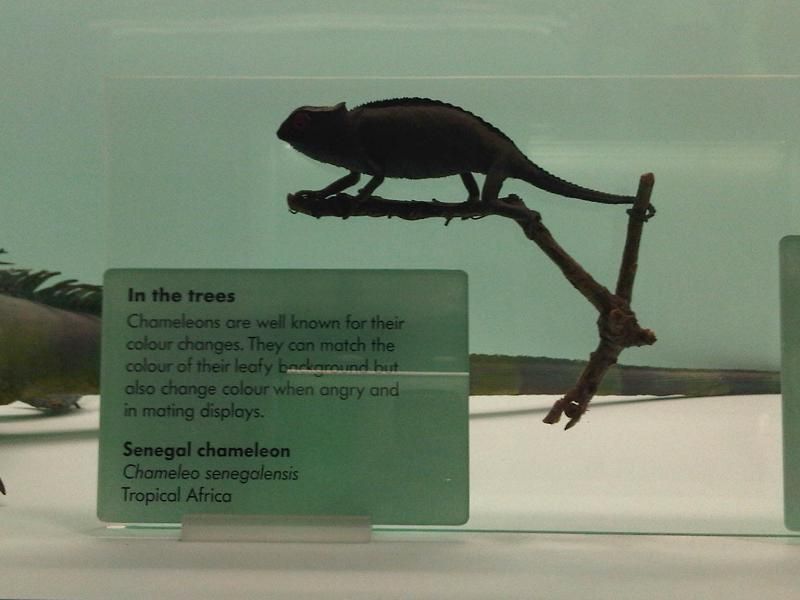
Szenegáli kaméleon a londoni Természettudományi Múzeumban

Ez a kaméleonfaj a száraz erdőket és a nyugat-afrikai nedves szavannákat választotta élőhelyéül. Az élőhelyén közönséges állatnak számít.

## Veszélyforrások
A szenegáli kaméleon rajta van a Washingtoni egyezmény (CITES) 2. listáján, amely a veszélyeztetett fajokat foglalja magába.
Habár gyakori kaméleonfaj, a szenegáli kaméleon nagy számban gyűjtik be a házi kedvencként való eladásra, valamint a hagyományos orvoslás céljára. A helybéliek többek között a kaméleonoktól is félnek, emiatt elpusztítják őket, ha lehetőségük adódik rá.